# Europeiska folkpartiet
För den politiska gruppen i Europaparlamentet med samma namn, se Europeiska folkpartiets grupp (kristdemokrater).
Europeiska folkpartiet (engelska: European People's Party, EPP) är ett pro-europeiskt, kristdemokratiskt och liberalkonservativt europeiskt parti och sedan Europaparlamentsvalet 1999 det största partiet som finns representerat i Europaparlamentet, där dess ledamöter ingår i Europeiska folkpartiets grupp (kristdemokrater). Partiet har även företrädare i Europeiska rådet, Europeiska unionens råd och Europeiska kommissionen. Kommissionsordförande Ursula von der Leyen tillhör EPP. Många av EU:s grundare kommer också från partier som sedan kom att ingå i EPP. Förutom EU, har partiet också en majoritet i den parlamentariska församlingen i Europarådet. Partiledare är Manfred Weber sedan den 1 juni 2022.
EPP baserar sin politik på ett antal kristdemokratiska värderingar, däribland människans oinskränkta värde, frihet och ansvar, jämlikhet och rättvisa, sanning, solidaritet och subsidiaritet. Partiet ser sig som den drivande kraften för fördjupad europeisk integration. Dess politik grundar sig på idéer och visioner från ledande personer bakom det europeiska samarbetets bildande, såsom Robert Schuman, Alcide De Gasperi och Konrad Adenauer. Partiet har varit drivande bakom den åtstramningspolitik som genomfördes efter finanskrisen 2007–2008 med syfte att få de offentliga finanserna i balans.
Bland partiets medlemspartier återfinns bland annat tyska CDU och CSU, polska Medborgarplattformen, franska Republikanerna, spanska Partido Popular, italienska Frihetens folk, kroatiska HDZ, svenska Moderaterna och Kristdemokraterna samt finländska Samlingspartiet.

## Historia
Enligt partiets hemsida är EPP ”den politiska center-höger familjen, vars rötter är djupt grundade i historien och civiliseringen av den europeiska kontinenten och har brutit mark för det europeiska samarbetet från dess början.”
EPP bildades den 8 juli 1976 av kristdemokratiska partier från Belgien, Frankrike, Irland, Italien, Luxemburg, Nederländerna och Tyskland. Jean Seitlinger, den dåvarande belgiska premiärministern Leo Tindemans, som också blev partiets första partiledare, och den senare belgiska premiärministern och EPP-partiledaren Wilfried Martens anses som initiativtagarna till EPP:s bildande. 
EPP:s plattform baserade sig på idéer och visioner från ledande personer bakom det europeiska samarbetets bildande, såsom Robert Schuman, Alcide De Gasperi och Konrad Adenauer. I förlängningen ville partiet bilda en politisk union med federala och demokratiska institutioner.
I april 1991 beslutade EPP:s partiledare och regeringschefer att kristdemokrati skulle förbli en hörnsten i partiets identitet, men öppnas för brittiska och nordiska konservativa partier med syfte att stärka EPP:s inflytande. Under 2004 tillkom nya konservativa medlemspartier när Europeiska unionen utvidgades österut. I valet 1999 blev EPP för första gången större än Europeiska socialdemokratiska partiet (PES). Under 2000-talet stärkte EPP sitt inflytande i unionens institutioner och dominerade i synnerhet Europeiska rådet vid 2010-talets början.
Den 6 juni 2017 erkändes Europeiska folkpartiet som det andra officiella europeiska partiet, efter Alliansen liberaler och demokrater för Europa (ALDE), i enlighet med det nya regelverk för europeiska partier som trädde i kraft den 1 januari 2017.
I mars 2021 lämnade det ungerska regeringspartiet Fidesz Europeiska folkpartiet efter en längre tids interna stridigheter. Fidesz anklagades av andra partier inom Europeiska folkpartiet för att bland annat underminera demokratin och rättsstatens principer i Ungern.

## Ideologi och politiska ståndpunkter
EPP baserar sin politik på en pro-europeisk kristdemokrati och partiets grundläggande värderingar såsom människans oinskränkbara värde, frihet och ansvar, jämlikhet och rättvisa, sanning, solidaritet och subsidiaritet. Partiet betraktar sig självt som den drivande kraften bakom den europeiska integrationen. Partiet anser att en marknadsekonomi med fri konkurrens och hög arbetskraftsrörlighet är viktigt för att skapa sysselsättning och göra Europa konkurrenskraftigt.

## Organisation

### Presidiet

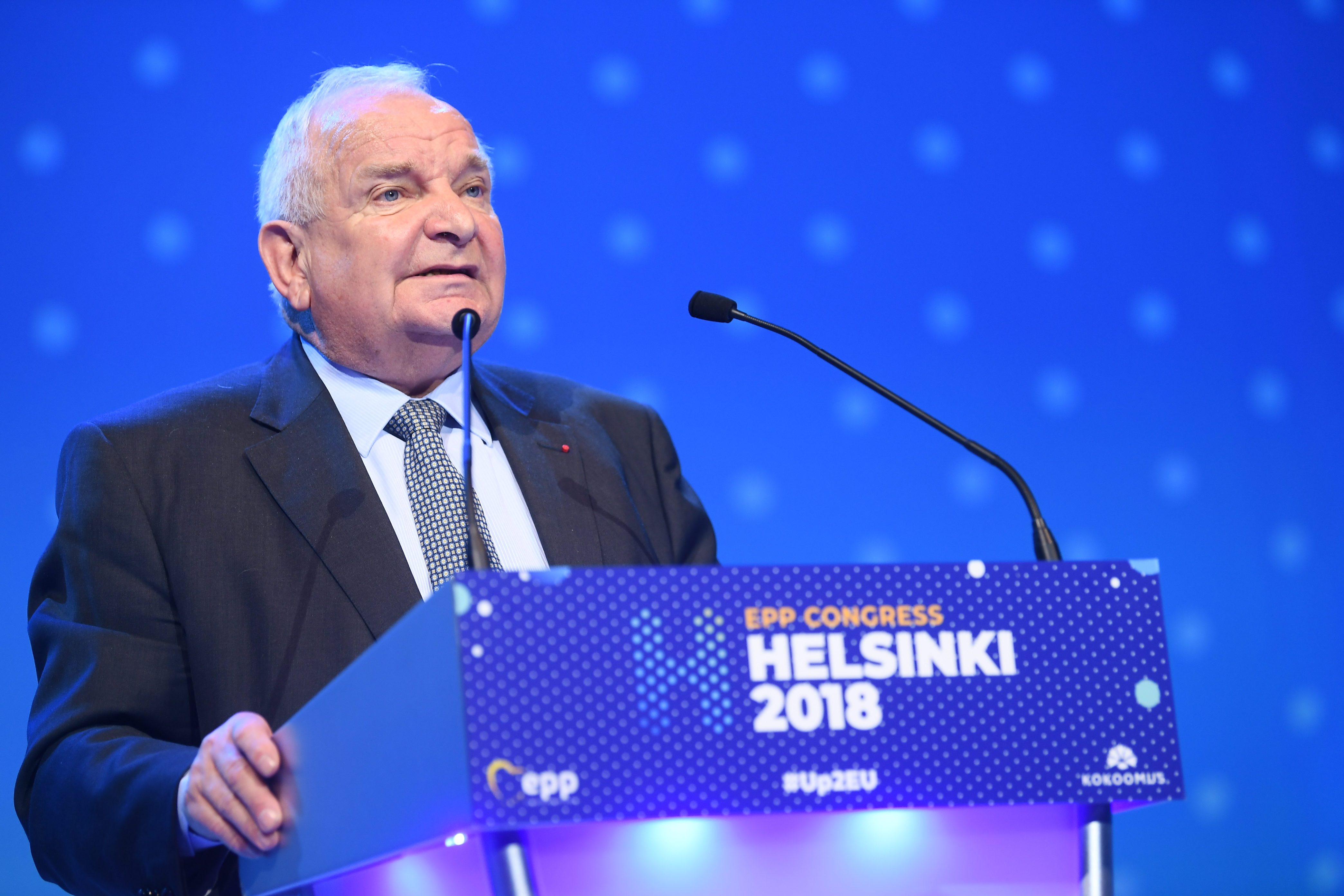
Joseph Daul, som var partiledare mellan november 2013 och november 2019.

EPP leds av ett presidium bestående av partiledaren, partisekreteraren, gruppledaren i Europaparlamentet, tio vice partiledare, eventuella hedersordförande samt partikassören. Även Europaparlamentets talman, Europeiska rådets ordförande, Europeiska kommissionens ordförande och den höga representanten för utrikes frågor och säkerhetspolitik ingår i den mån de tillhör EPP. 

### Partiets politiska församling
Partiets politiska församling är dess näst högsta beslutande organ och sammanträder tre till fem gånger per år. Den består av utvalda delegater från EPP:s medlemspartier och associerade partier, medlemsassociationer och andra grupper. Den politiska församlingen beslutar bland annat om medlemskapsansökningar, medlemsavgifter och partiets årliga budget.
Inför varje sammanträde i Europeiska rådet organiserar EPP ett förmöte mellan partiets ledande politiker, däribland partiledaren, företrädarna i Europeiska kommissionen och stats- eller regeringschefer på nationell nivå. Partiet har även regelbundna sammanträden på ministernivå inför sammanträdena i Europeiska unionens råd.[4]

### Kongressen
Kongressen är partiets högsta beslutande organ och består av delegater från medlemspartierna samt associerade organisationer och grupper. Kongressen väljer presidiet för en period av tre år i taget. Den antar även resolutioner och valmanifest på partiets vägnar.

### Samverkande organisationer
EPP samarbetar med flera olika organisationer. Europeiska folkpartiets ungdomsförbund (YEPP) är partiets ungdomsförbund och grundades 1997. Ungdomsförbundet består i sin tur av medlemsorganisationer på nationell nivå. EPP har även europeiska kvinno-, student- och företagarförbund associerade till sig.
I Europaparlamentet, Regionkommittén och Europarådets parlamentariska församling finns partigrupper som samlar EPP:s företrädare. EPP samarbetar även med Kristdemokratiska internationalen och Internationella demokratiska unionen. Sedan 2007 har EPP även en egen politisk stiftelse kallad Centrum för europeiska studier (CES).

## Partiföreträdare

### Lista över partiledare
- 1976–1985: Leo Tindemans (Belgien, CD&V)
- 1985–1987: Piet Bukman (Nederländerna, CDA)
- 1987–1990: Jacques Santer (Luxemburg, CSV)
- 1990–2013: Wilfried Martens (Belgien, CD&V)
- 2013–2019: Joseph Daul (Frankrike, LR)
- 2019–nuvarande: Manfred Weber (Tyskland, CSU)

### Europaparlamentet

Nuvarande mandatfördelning efter politisk grupp i Europaparlamentet
Mandat tillhörande EPP-gruppen

I Europaparlamentet ingår EPP:s ledamöter i Europeiska folkpartiets grupp (kristdemokrater) (EPP-gruppen). Med ett 270-tal ledamöter är gruppen den största i parlamentet. Gruppledare är Manfred Weber sedan valet 2014.
Fram till valet 2009 samarbetade EPP med undergruppen Europademokrater (ED) i Gruppen för Europeiska folkpartiet (kristdemokrater) och Europademokrater (EPP-ED-gruppen). Efter valet 2009 bröt sig ED med brittiska Konservativa partiet i spetsen ur EPP-ED-gruppen för att bilda en egen politisk grupp kallad Gruppen Europeiska konservativa och reformister (ECR-gruppen). Till följd av detta återbildades EPP-ED-gruppen till EPP-gruppen, som hade existerat fram till valet 1999.

### Europeiska rådet och Europeiska unionens råd
I Europeiska rådet och Europeiska unionens råd finns EPP representerat med sina stats- eller regeringschefer och ministrar. Inför varje sammanträde i Europeiska rådet träffas de stats- eller regeringschefer som tillhör EPP innan sammanträdet. Vid dessa förmöten brukar även EPP:s partiledare samt andra ledande politiker tillhörande EPP på nationell och europeisk nivå närvara.
|  |                       | Namn                   | Partitillhörighet | Medlem sedan | Befattning                          | Senaste val | Nästa val |  |
|  | --------------------- | ---------------------- | ----------------- | ------------ | ----------------------------------- | ----------- | --------- |  |
|  | Ursula von der Leyen  | Ursula von der Leyen   | EPP (CDU)         | 2019-12-01   | Europeiska kommissionens ordförande | 2019        | 2024      |  |
|  | Rosen Zhelyazkov      | Rosen Zhelyazkov       | EPP (GERB)        | 2025-01-16   | Bulgariens premiärminister          | 2024        | 2028      |  |
|  | Nikos Christodoulides | Nikos Christodoulides  | EPP               | 2023-02-28   | Cyperns president                   | 2023        | 2028      |  |
|  | Petteri Orpo          | Petteri Orpo           | EPP (Saml)        | 2023-06-20   | Finlands statsminister              | 2023        | 2027      |  |
|  | Kyriakos Mitsotakis   | Kyriakos Mitsotakis    | EPP (ND)          | 2019-07-08   | Greklands premiärminister           | 2023        | 2027      |  |
|  | Andrej Plenković      | Andrej Plenković       | EPP (HDZ)         | 2016-10-19   | Kroatiens premiärminister           | 2020        | 2024      |  |
|  | Evika Siliņa          | Evika Siliņa           | EPP (V)           | 2023-09-15   | Lettlands premiärminister           | 2022        | 2026      |  |
|  | Luc Frieden           | Luc Frieden            | EPP (CSV)         | 2023-11-17   | Luxemburgs premiärminister          | 2023        | 2028      |  |
|  | Donald Tusk           | Donald Tusk            | EPP (PO)          | 2023-12-13   | Polens premiärminister              | 2023        | 2027      |  |
|  | Luís Montenegro       | Luís Montenegro        | EPP (PSD)         | 2024-04-02   | Portugals premiärminister           | 2024        | 2028      |  |
|  | Ilie Bolojan          | Ilie Bolojan (interim) | EPP (PNL)         | 2025-02-10   | Rumäniens president                 | 2019        | 2025      |  |
|  | Ulf Kristersson       | Ulf Kristersson        | EPP (M)           | 2022-10-18   | Sveriges statsminister              | 2022        | 2026      |  |
|  | Karl Nehammer         | Karl Nehammer          | EPP (ÖVP)         | 2021-12-06   | Österrikes förbundskansler          | 2019        | 2024      |  |

### Europeiska kommissionen
I Europeiska kommissionen finns EPP representerat med sina kommissionsledamöter. Sju kommissionsordförande har tillhört EPP och dess föregångare: Walter Hallstein (1958–1967), Franco Maria Malfatti (1970–1972), François-Xavier Ortoli (1973–1977), Jacques Santer (1995–1999), José Manuel Barroso (2004–2014), Jean-Claude Juncker (2014–2019) och Ursula von der Leyen (2019–).

## Medlemspartier och parlamentarisk representation
| Medlemsstat   | Mandat i nationellt parlament | Mandat i Europaparlamentet | Nationella medlemspartier |
| ------------- | ----------------------------- | -------------------------- | --- |
| Belgien       | 26 / 150                      | 3 / 21                     | Centre démocrate humaniste, Kristdemokratisk och Flamländsk |
| Bulgarien     | 97 / 240                      | 7 / 17                     | Agrariska folkunionen, Demokrater för ett starkt Bulgarien, Demokratiska partiet, Förbundet av demokratiska krafter, Medborgare för Bulgariens europeiska utveckling |
| Cypern        | 20 / 56                       | 1 / 6                      | Demokratisk samling |
| Danmark       | 6 / 179                       | 1 / 13                     | Konservative Folkeparti, Kristendemokraterne |
| Estland       | 23 / 101                      | 1 / 6                      | Isamaa |
| Finland       | 44 / 200                      | 3 / 13                     | Samlingspartiet |
| Frankrike     | 194 / 577                     | 20 / 74                    | Republikanerna |
| Grekland      | 125 / 300                     | 5 / 21                     | Ny demokrati |
| Irland        | 74 / 166                      | 4 / 11                     | Fine Gael |
| Italien       | 105 / 630                     | 17 / 73                    | Forza Italia, Mittenunionen, Popolari UDEUR |
| Kroatien      | 44 / 151                      | 5 / 11                     | Kroatiska demokratiska unionen |
| Lettland      | 20 / 100                      | 4 / 8                      | Enhet |
| Litauen       | 33 / 141                      | 2 / 11                     | Fosterlandsförbundet – Litauiska kristdemokrater |
| Luxemburg     | 26 / 60                       | 3 / 6                      | Kristsociala folkpartiet |
| Malta         | 30 / 69                       | 3 / 6                      | Partit Nazzjonalista |
| Nederländerna | 13 / 150                      | 5 / 26                     | Kristdemokratisk appell |
| Polen         | 235 / 460                     | 23 / 51                    | Medborgarplattformen, Polska folkpartiet |
| Portugal      | 132 / 230                     | 7 / 21                     | Centro Democrático e Social – Partido Popular, Partido Social Democrata                                                                                              |
| Rumänien      | 52 / 412                      | 12 / 32                    | Liberaldemokratiska partiet, Ungerska demokratiska unionen i Rumänien                                                                                                |
| Slovakien     | 27 / 150                      | 6 / 13                     | Kristdemokratiska rörelsen, Slovakiska demokratiska och kristliga unionen, Ungerska koalitionens parti                                                               |
| Slovenien     | 36 / 90                       | 5 / 8                      | Nova Slovenija, Slovenska demokratiska partiet |
| Spanien       | 185 / 350                     | 17 / 54                    | Partido Popular, Unió Democràtica de Catalunya |
| Sverige       | 92 / 349                      | 6 / 21                     | Kristdemokraterna, Moderaterna |
| Tjeckien      | 41 / 200                      | 7 / 21                     | Kristna och demokratiska unionen, TOP 09 |
| Tyskland      | 311 / 631                     | 34 / 96                    | CDU, CSU |
| Ungern        | 133 / 199                     | 12 / 21                    | Kristdemokratiska folkpartiet |
| Österrike     | 71 / 183                      | 7 / 18                     | Österrikiska folkpartiet |

## Valresultat
Nedan redovisas valresultatet för EPP och dess föregångare i andel vunna mandat i val till Europaparlamentet.

## Utanför EU

### I länder
Genom allierade och åskådarpartier har EPP fyra statsöverhuvuden och regeringar i Europeiska icke-EU länder. Förutom dessa fyra har EPP har även en av Bosniens tre presidenter som just nu regerar i landet. De är alla välkomna till EPP:s toppmöten.
De nuvarande, regerande statsöverhuvudena är:
- Serzh Sargsyan (Armenien)
- Denis Zvizdić (Bosnien-Hercegovina)
- Iurie Leancă (Moldavien)
- Aleksandar Vučić (Serbien)

I EPP ingår också andra statsöverhuvuden och regeringar, men dessa närvarar vanligtvis inte på mötena eftersom det är andra ledare från deras länder som istället kommer. Det är premiärminister Vjekoslav Bevanda, president Gjorge Ivanov, president Bujar Nishani och president Abdullah Gul. Detsamma gäller för Doris Leuthard, Teodoro Lonfernini, en av San Marinos ledare och medlemmar från Swiss Federal Council.

### I Europarådet
Gruppen från EPP i den parlamentariska församlingen i Europarådet försvarar yttrandefrihet och informationsfrihet, liksom tankefrihet och religionsfrihet. Gruppen förespråkar också subsidiaritetsprincipen och lokal självständighet, liksom försvaret av nationella, sociala och övriga minoriteter. EPP-gruppen inkluderar också medlemmar från partier som inte är relaterade till EPP självt; medlemmar från den patriotiska unionen (Lichtenstein), the National and Democratic Union (Monaco) och Serbiens progressiva parti. 

### Organisationen för säkerhet och samarbete i Europa
”EPP and like-minded Group” i Organisationen för säkerhet och samarbete i Europa (OSSE) är den mest aktiva gruppen av den organisationen. Gruppen träffas på en regelbundet och diskuterar EPP:s positioner i beslutsfattande processer. I OSSE deltar EPP-gruppens medlemmar också i valbevakande missioner och är engagerade i att förespråka demokratiska värden och dess utövande.
Gruppen är ledd av Walburga Habsburg Douglas (Sverige) och dess vice-ordföranden är Consiglio Di Nino (Kanada), Vilija Aleknaité Abramikiene (Litauen), Laura Allegrini (Italien) och George Tsereteli (Georgien).
Gruppen inkluderar också medlemmar som inte är kopplade direkt till EPP, vilket ”EPP-gruppen och likatänkande grupper” betyder. Bland dessa övriga grupper finns Patriotic Union (Lichtenstein), Union for the Principality (Monaco), Konservativa partiet (Storbritannien), Kanadas konservativa parti och Republikanska partiet (USA). 

### I den nordatlantiska fördragsorganisationen (NATO)
Enligt EPP:s stadgar är EPP också representerat i den nordatlantiska fördragsorganisationens, Nato, sammanslutning i parlamentet (NATO-PA). Där bildar EPP-gruppen ”EPP and associated members”. Det är en aktiv politisk grupp som är ledd av tyska politikern Karl Lamers (CDU), som också är den nuvarande ordföranden i NATO-PA.
NATO-PA har också medlemmar från Kanadas konservativa parti och Republikanska partiet (USA). 

### Relationer inom USA
EPP har relationer till den republikanska högerorganisationen the International Republican Institute (IRI), en organisation grundad av den amerikanska regeringen för att förespråka demokrati och demokratifrämjande processer. EPP och IRI samarbetar i ramverket av the European Partnership Initiative. 
EPP ordförande Wilfried Martens stöttade Sen. John McCain, republikanernas nominerade presidentkandidat, under valet 2008 i USA. McCain var för övrigt ordförande i IRI. 
Under år 2011 gjorde Martens och McCain gemensamma uttalanden där de uttryckte sin oro över det demokratiska tillståndet i Ukraina och därmed även rättegången mot den tidigare premiär ministern Yulia Tymoshenko. 

### Globala nätverk
EPP är den europeiska vingen av två center-höger globala organisationer; International Democratic Union (IDU) och Christian Democratic International (CDI).

## Centret för europeiska studier
Efter 2008 års revision, då EU tillät Europapolitiska partier att bilda Europeiska stiftelser anslutna till partierna själva, grundade EPP samma år en officiell stiftelse/tankesmedja kallad Centrum för Europastudier (CES). CES har medlemmar från alla större nationella tankesmedjor och stiftelser kopplade till EPP:s medlemspartier: Konrad Adenauer Foundation (CDU), Hanns Seidel Foundation (CSU), Foundation for Analysis and Social Studies (PP), Constantinos Karamanlis Institute for Democracy (ND), Jarl Hjalmarson Foundation (MOD), the Political Academy of the Austrian People’s Party (ÖVP) och andra. Under Europaparlamentsvalet år 2009, lanserade CES en webbaserad kampanjmodul ”tellbarosso.eu” som stöttade Jose Manuel Barosso, EPP:s dåvarande kandidat inför Europakommissionens val av ordförandeposten. 
Budapest-baserade Robert Schuman Institute och Luxemburg-baserade Robert Schuman Foundation är också kopplade till EPP.

## EPP föreningar
EPP har också en länk till ett flertal specifika föreningar som fokuserar på specifika grupper och som, många gånger på egen hand, organiserar seminarium, forum, publikationer och andra aktiviteter. Dessa föreningar är:

### Small and Medium Entrepreneurs Europe (SME Europe)
SME Europe är den officiella organisationen för företagsverksamhet i EPP. Den fungerar som ett nätverk för politiker och politiska organisationer som är speciellt inriktade på företagsfrämjande. Dess främsta uppgift är att främja företagsvänlig politik (små och mellanstora företag) i EU. Politik som sedan utformas i samarbete med SME:s politiker i EPP-gruppen på Europaparlamentet, DG Enterprise och flera företagsfrämjande organisationer som tillhör EPP:s medlemspartier. Betydelsen av SME Europe:s arbete kan belysas genom det faktum att SME anses som en nyckelfigur för hållbara jobb, en god tillväxt och framgång. 
Dess topprioriteringar är att reformera regelverk som påverkar alla SME:s över hela Europa och att förespråka och stödja dessa mindre företags intressen. Företag som, tack vare deras villighet att ta risker och ansvar, är drivkraften till den Europeiska ekonomin.
SME Europe grundades i maj 2012 av de tre medlemmarna Paul Rubig, Nadezhda Neynsky och Bendt Bendtsen i Europaparlamentet. SME Europe har klara mål inför år 2014; att strategiskt bemästra den ekonomiska krisen i Europa. 

### Europeiska demokratiska studenter
European Democrat Students (EDS) är den officiella studentorganisationen inom EPP. Sedan dess grundande år 1961, samlar EDS studenter och unga politiska ledare från flera delar av Europa för att frambringa politiska utbyten.
Även om det är en studentorganisation och därför har särskilda ämnesintressen, som Bologna Processen, är organisationen speciellt uppmärksam kring vikten av att arbeta för värden som frihet, demokrati och mänskliga rättigheter.
Organisationen är ledd av Eva Majewski och den har 40 medlemsorganisationer, vilka representerar nästan 1 600 000 studenter och unga människor utöver hela kontinenten. Just nu är organisationen representerad i 31 länder, inräknat icke-EU länder såsom Belarus och Georgien. 
EDS är inte en centraliserad organisation, det är en ”organisation av organisationer” uppbyggt som ett nätverk vars ordförande försöker samla ett flertal medlemmar för att ge unga människor och studenter en starkare röst. 
Organisationen är varje år värd för Sommar- och Vinteruniversitet och ett flertal seminarier. Den publicerar också regelbundet en tidskrift kallad ”Bullseye” samt olika kampanjer, i flera skepnader, beroende på de unga medlemmarnas intressen.

### Europeiska seniorförbundet
Grundat i Madrid år 1995 och lett av Ann Hermans, kristdemokrat från Belgien, Europeiska Seniorförbundet är den största politiska organisationen för seniorer i Europa. På engelska heter förbundet ”The European Senior Union (ESU)”. 
ESU är representerat i 26 länder via 45 organisationer och omkring 500 000 medlemmar. Förbundet är engagerat i utvecklingen av rättigheter för europeiska seniorer och deras engagemang i samhället. Förbundets mål är bland annat att förmedla vikten av ett samhälle som kan ta hand om den åldrande befolkningen, ta kampen mot diskrimineringen av äldre, att förbättra Europas pensionssystem, förespråka utbyte mellan generation. 

### Europeiska förbundet för kristdemokratiska arbetare
Den europeiska förbundet för Kristdemokratiska arbetare, på engelska "European Union of Christian Democratic Workers (EUCDW), är arbetarrörelsens organisation i EPP. Den har 24 medlemsorganisationer från 18 skilda länder. Detta är den officiellt erkända föreningen för arbetare i EPP.
EUCDW är ledd av Elmar Brok och dess mål är: Att skynda på det politiska enandet av ett demokratiskt Europa; att arbeta för utveckling av EPP inom ramen för kristen, social lära; att representera och försvara principer och policys i den Europeiska arbetarrörelsen; att öka samarbetet med arbetare och deras representanter för att steg för steg genomföra den europeiska sociala modellen. Därför har EUCDW under de senaste åren lagt mycket energi på att påverka anställningspolicys och att försvara ett Europa som är oskiljaktigt kring social rättvisa. 

### Kvinnor i EPP
Kvinnorna i EPP (EPP Women) är erkänt som den officiella kvinnoföreningen inom alla liknande politiska partier i Europa. EPP Women har över 40 medlemsorganisationer från både Europa och utanför. Alla medlemsorganisationerna är kvinnoorganisationer från politiska partier som är medlemmar i EPP. 
EPP Women, lett av Doris Pack, har som syfte att främja kvinnors framgång och deltagande i politiken över hela Europa. Dessutom förespråkare inom flera, viktiga kvinnorelaterade områden. 

### Unga i EPP
”The Youth of the European Peoples Party (YEPP) är den officiella ungdomsorganisationen inom EPP. Den är så gott som självstyrd med eget politiskt program, egenvalda representanter och stadgar. YEPP:s medlemmar är de nationella, partipolitiska ungdomsförbunden.
Meningen med de 51 medlemsförbunden, samt för YEPP, är att ge unga människor en chans att påverka sitt eget samhälles utveckling, på ett demokratiskt tillvägagångssätt med ett center-höger politiskt synsätt.
Medlemsorganisationerna till YEPP samlar totalt mellan en och två miljoner unga från 38 länder i Europa. Detta gör YEPP till den största partipolitiska ungdomsorganisationen i Europa.

## Medlemskap
Det finns tre olika sorters medlemskap i EPP. Det finns ett fullt medlemskap men också ett medlemskap som på engelska kallas "associate members" och ett för "observers".
Fullt medlemskap har alla partier från EU-länder. De har absoluta rösträttigheter i alla utskott och i alla sakfrågor; medan de associerade medlemmarna har samma rösträttigheter fast inte i ämnen som rör EU:s struktur och policys. Dessa associerade medlemmar är partier från EU-kandidatländer och EFTA länder.
"Observers" kan delta i alla aktiviteter inom EPP och närvara vid kongresser och politiska toppmöten, men de har ingen rösträtt. 
Dessutom finns det ett särskilt medlemskap som är tillägnat supportande medlemmar. Medlemskapen är beviljade av presidiet till individer och föreningar. Även om medlemmarna inte får rösträtt kan de bli inbjudna av ordföranden för att närvara vid möten eller speciella utskott av partiet. 
Det är dessutom värt att nämna att Dacian Ciolos, Kristalina Georgieva och Andris Piebalgs är medlemmar i EPP även om de inte tillhör något politiskt parti på nationell nivå.